# Morten Thorsby
Morten Thorsby (* 5. Mai 1996 in Oslo) ist ein norwegischer Fußballspieler. Der Mittelfeldspieler steht in der italienischen Serie A beim CFC Genua unter Vertrag und ist norwegischer Nationalspieler.

## Karriere im Verein

### Anfänge in Norwegen und in den Niederlanden beim SC Heerenveen (bis 2017)
Morten Thorsby spielte beim Amateurverein IL Heming und bei Lyn Oslo, bevor er in die Jugendabteilung von Stabæk Fotball wechselte. Am 9. Juni 2013 gab er im Alter von 17 Jahren beim 4:1-Sieg gegen Ranheim IL sein Profidebüt in der Adeccoliga. Thorsby wechselte dann 2014 in die Niederlande zum SC Heerenveen. Im ersten Jahr spielte er nicht oft, sondern kam meistens in der zweiten Mannschaft zum Einsatz. In seinem zweiten Jahr spielte Morten Thorsby ab Oktober 2015 dann häufiger in der ersten Mannschaft und stand als zentraler Mittelfeldspieler in vielen Spielen in der Anfangsformation. In seiner dritten Saison wechselte er stetig zwischen der Startformation und der Ersatzbank; im Ligaalltag kam er zu 23 Einsätzen, stand dabei in 14 Spielen in der Startelf und war in neun weiteren Partien Einwechselspieler.

### Weitere zwei Jahre in Heerenveen (2017–2019)
Thorsbys vierte Saison in Heerenveen in der Provinz Fryslân bedeutete für ihn den Durchbruch, als er im zentralen Mittelfeld zur ersten Wahl wurde. Die Saison 2018/19 war die fünfte und letzte Spielzeit des Norwegers beim SC Heerenveen. Hierbei war er – trotz einer Rotsperre, die er am zweiten Spieltag absaß – erste Wahl, ehe er nach einer weiteren Sperre aufgrund einer Roten Karte sowie einer Fußverletzung suspendiert und in die zweite Mannschaft versetzt wurde. Im Februar 2019 wurde er begnadigt und musste zunächst häufig auf der Ersatzbank platznehmen, ehe er in der Schlussphase der Saison wieder regelmäßiger spielte. Insgesamt kam er für die erste Mannschaft des SC Heerenveen in 130 Pflichtspielen zum Einsatz und schoss dabei 13 Tore, wobei er auch acht weitere Treffer vorbereitete.

### Station in der Serie A bei Sampdoria Genua (2019–2022)
In der Folge wechselte Thorsby nach Italien in die Serie A zu Sampdoria Genua. Nachdem er erst am 4. November 2019 beim 1:0-Sieg im Auswärtsspiel bei SPAL Ferrara zu seinem ersten Einsatz kam, wurde er fortan regelmäßiger eingesetzt und war bei seinen 24 Punktspieleinsätzen auch oft in der Startaufstellung zu finden. Sowohl in der Saison 2020/21, seiner zweiten Spielzeit in Genua, als auch in der Spielzeit 2021/22, seinem dritten Jahr in Ligurien, war er Teil der Stammelf, hauptsächlich als zentraler Mittelfeldspieler. In seinem ersten Jahr stand Morten Thorsby mit Sampdoria Genua bis einschließlich dem 12. Spieltag auf einem Abstiegsplatz und beendete die Saison mit dem 15. Tabellenplatz, in der zweiten Spielzeit wurde der Verein aus Ligurien – nachdem man nach zwei Niederlagen an den ersten beiden Spieltagen auf Platz 18 stand – Neunter; in der Saison 2021/22 stand er mit seinem Verein am 8. und 12. Spieltag auf einem Abstiegsplatz, wurde zum Saisonende allerdings Tabellen-15.

### Über Berlin zurück nach Genua (seit 2022)
Zur Saison 2022/23 wechselte Thorsby nach Deutschland in die Bundesliga zum 1. FC Union Berlin. Dort konnte er sich jedoch nicht als Stammspieler durchsetzen und kam bei den meisten seiner 34 Pflichtspieleinsätze, davon 24 in der Liga und acht in der UEFA Europa League, als Einwechselspieler auf das Feld. Mit der Mannschaft spielte er eine überraschend gute Spielzeit und belegte am Saisonende den vierten Tabellenplatz.
In der anschließenden Sommerpause wechselte Thorsby im August 2023 zunächst auf Leihbasis wieder zurück nach Genua, wo er sich dem Stadtrivalen seines früheren Vereins Sampdoria, dem CFC Genua, anschloss. Die Leihvereinbarung beinhaltete eine anschließende Kaufpflicht. Nach Ablauf der Leihe verpflichtete der CFC Thorsby im Sommer 2024 daraufhin fest.

## Laufbahn in der Nationalmannschaft
Morten Thorsby durchlief von 2012 bis 2018 die verschiedenen norwegischen Nachwuchsnationalmannschaften von der U16 bis zur U21 und bestritt dort insgesamt 65 Junioren-Länderspiele, in denen ihm elf Tore gelangen. Am 11. November 2017 gab er bei einer 0:2-Niederlage im Testspiel in Skopje gegen Mazedonien (heute Nordmazedonien) sein Debüt für die norwegische A-Nationalmannschaft.